# Кибершпионаж
Кибершпионаж или компьютерный шпионаж (употребляется также термин «киберразведка») — термин, обозначающий, как правило, несанкционированное получение информации с целью получения личного, экономического, политического или военного превосходства, осуществляемый с использованием обхода (взлома) систем компьютерной безопасности, с применением вредоносного программного обеспечения, включая «троянских коней» и шпионских программ. Кибершпионаж может осуществляться как дистанционно, с помощью Интернета, так и путём проникновения в компьютеры и компьютерные сети предприятий обычными шпионами («кротами»), а также хакерами. С недавних пор кибершпионаж включает также анализ спецслужбами поведения пользователей социальных сетей, таких как Facebook и Twitter с целью выявления экстремистской, террористической или антиправительственной деятельности. К примеру с помощью программы Athena сотрудники ЦРУ могут удаленно изменять настройки операционных систем, заносить вирусы, а затем выгружать файлы с зараженных устройств. Athena работает на компьютерах с программным обеспечением Windows. Программа была разработана ЦРУ совместно с американской компанией Siege Technologies, занимающейся вопросами кибербезопасности.
Как правило, операции кибершпионажа являются незаконными в стране-жертве, в то время как в стране-агрессоре они поддерживаются на высших уровнях власти. После обнаружения случаев кибершпионажа со стороны КНР против США, сотрудник Института коммунитарных политических исследований Амитай Этциони предложил Китаю и США выработать политику взаимного гарантированного сдерживания в киберпространстве. Такая политика позволяла бы обоим государствам принимать меры, которые они сочтут необходимыми для их самозащиты, одновременно соглашаясь воздерживаться от наступательных действий (кибератак) или организации кибершпионажа друг против друга, что должно быть обеспечено механизмом соответствующих проверок.